# Lobophytum patulum
Lobophytum patulum is een zachte koraalsoort uit de familie Alcyoniidae. De koraalsoort komt uit het geslacht Lobophytum. Lobophytum patulum werd in 1956 voor het eerst wetenschappelijk beschreven door Tixier-Durivault. 